# Agente Arancione
L'Agente Arancione, noto anche  come Larfleeze, è un personaggio dei fumetti DC Comics. È l'unico portatore della luce Arancione dell'avarizia. Debuttò in DC Universe n. 0 (aprile 2008) e fu creato da Geoff Johns ed Ethan Van Sciver.

## Storia della pubblicazione
Geoff Johns, che l'aveva sviluppato come un partecipante chiave della trama di La notte più profonda, spiegò al Comic Con International del 2009 di aver inventato il nome "Larfleeze" dalla combinazione delle parole lard ("lardo", "strutto") e sleaze ("squallore"). Johns rivelò inoltre che era stata la catena di ristoranti Claim Jumper a ispirargli il tema dell'avarizia. Ad un certo punto, commentando quanto Larfleeze fosse uno dei suoi personaggi preferiti, Johns disse che gli piaceva scrivere di lui per il suo essere "fuori mano". Continuò dicendo, che oltre all'avarizia, le altre emozioni non avevano valore per questo personaggio (dato che non gli fornivano nulla di materiale, letteralmente). Dopo questa breve comparsa in DC Universe n. 0, il personaggio fu mostrato in piccoli ruoli nella serie Green Lantern fino alla sua più grande comparsa in Green Lantern n. 39 (aprile 2009). Il numero affrontava il caso dell'"Agente Arancione" (nome dato a Larfleeze dai Guardiani dell'Universo) e ne dettagliava le origini, che preludevano all'inizio dell'evento La notte più profonda. La storia di Larfleeze continuò in La notte più profonda, compresa un'apparizione in Blackest Night: Tales of the Corps n. 2 (luglio 2009). Nella storia Tales of the Orange Lanterns: Blume, Godhead fu mostrato mentre reclutava una delle sue Lanterne Arancioni più conosciute.

## Biografia del personaggio
Larfleeze (conosciuto anche come Agente Arancione da coloro che portano il potere dello Spettro emozionale) è l'unico individuo a portare il potere della luce arancione. Le sue origini furono descritte per la prima volta in una conversazione tra lui ed Hal Jordan in Green Lantern vol. 4 n. 41 (giugno 2009). Come spiegò a Jordan: miliardi di anni fa, Larfleeze apparteneva ad una piccola associazione di ladri che rubarono un numero di artefatti dal pianeta Maltus, inclusa una piccola scatola misteriosa presumibilmente contenente un intero sistema stellare da vendere al migliore compratore. Per prevenire tutto ciò, i Guardiani inviarono i Manhunters per arrestarli. Coloro che fuggirono scoprirono una mappa appartenente al Guardiano Krona, che raccontò loro del tesoro. Il gruppo seguì la mappa fino al sistema Vega al pianeta Okaara. Scoprirono un tempio, all'interno di cui vi era una Batteria del Potere che conteneva la luce arancione dell'avarizia. Sentendo il suo potere "parlare" ad ognuno di loro, i criminali si batterono per essa. Infine, i Guardiani e i loro Manhunters riuscirono a scovarli e la battaglia finì. Temendo il potere della luce arancione, i Guardiani offrirono ai due membri sopravvissuti (Larfleeze e Blooch) un accordo: in cambio della loro scatola misteriosa, i Guardiani avrebbero scambiato la luce arancione con loro ad altre due condizioni. Primo, la luce arancione sarebbe dovuta rimanere per sempre all'interno del sistema Vega, e loro non avrebbero interferito con essa. Secondo, per la sicurezza altrui, solo ad uno di loro sarebbe stato permesso di tenere la luce arancione per sé. Larfleeze spiegò che i Guardiani dovevano essere disperati per rivolere la scatola indietro, poiché essa conteneva l'entità della paura conosciuta come Parallax. Accettando i termini della condizione, i due membri dell'ex gruppo di ladri si batterono fino alla morte per il diritto di possessione della luce arancione, e Larfleeze ne uscì vittorioso.
In Green Lantern vol. 4 n. 28, i Controllers furono mostrati durante una discussione sul loro precedente fallimento nella formazione di una forza che potesse contrastare il Corpo delle Lanterne Verdi. Fu a quel punto che si interessarono al perseguimento di una fonte di potere paragonabile alla luce verde che avevano scoperto: la luce arancione. I Controllers seguirono la luce arancione ad un pianeta di nome Okaara. Qui, discesero in un palazzo sotterraneo e scoprirono la batteria del potere arancione nascosta al suo interno. Non appena tentarono di prenderla, i Controllers furono sopraffatti dalle Lanterne Arancioni di Larfleeze e furono trucidati.
Larfleeze si infuriò a causa di questa violazione dell'accordo che aveva stabilito con i Guardiani, e non riuscì a vedere la differenza tra loro ed i Controllers. All'epoca, la Lanterna Verde Stel inseguiva un membro dei Sinestro Corps ma si fermò quando si avvicinò al sistema Vega. Non volendosi fermare (nonostante il fatto che alle Lanterne Verdi fosse vietato entrarvi), Stel continuò nel suo inseguimento. Una volta entrato nel sistema, il membro del Sinestro Corps fu divorato dal costrutto dell'Agente Arancione: Blume. Blume catturò e ferì Stel seriamente, marchiandolo con il simbolo del Corpo delle Lanterne Arancioni. Quando le Lanterne Verdi salvarono Stel e lo riportarono su Oa, un ologramma di Larfleeze uscì fuori dal marchio e si confrontò con i Guardiani per il tentativo di furto della sua batteria arancione. Sebbene i Guardiani puntualizzarono che furono i Controllers ad entrare nel sistema Vega, Larfleeze rifiutò di ascoltare. Dichiarò che il trattato era rotto ed invalido, e che loro si sarebbero dovuti sottomettere ai suoi voleri o avrebbero affrontato la sua ira. In risposta, il Guardiano Scar distrusse la proiezione e affermò che i Guardiani non negoziavano con i terroristi.
Questo conflitto marcò l'inizio della fase successiva di Green Lantern nel suo preludio al crossover La notte più profonda, opportunamente intitolato: Agent Orange. La storia andò avanti mostrando i Guardiani mentre applicavano una quarta regola al Libro di Oa: Il sistema Vega non è più fuori dalla giurisdizione delle Lanterne Verdi. Questo permise ai Guardiani e al Corpo delle Lanterne Verdi di cominciare un assalto al sistema Vega. Anche Hal Jordan, che di recente ricevette uno degli anelli blu creati da Ganthet e Sayd, fu incluso nella squadra d'assalto. Arrivati ad Okaara, le Lanterne Verdi si confrontarono con i costrutti arancioni di Larfleeze. Si allarmarono nel constatare che i loro anelli erano inefficaci contro le Lanterne Arancioni e vi furono assorbiti all'interno. Durante il combattimento, Jordan si separò dal gruppo e si ritrovò faccia a faccia contro l'Agente Arancione. Larfleeze, notando l'anello blu di Jordan, lo volle immediatamente per sé. Lo toccò nel suo desiderio di averlo, e fu costretto ad indietreggiare a causa del grande potere della luce blu (lo stesso anello disse "la speranza è altruista"). Tutto ciò fece infuriare Larfleeze che cominciò a negoziare con Jordan per averlo. Sebbene Jordan decidesse di dare l'anello a Larfleeze, si ritrovò incapace di toglierlo. Non trovandola una risposta accettabile, Larfleeze creò un'ascia di luce arancione e rimosse la mano di Jordan con la forza. Poco dopo aver attaccato Jordan, l'anello blu del potere diede a Larfleeze il benvenuto nel Corpo delle Lanterne Blu. Per un istante, la sua avidità come Agente arancione fu saziata, ma il sollievo fu temporaneo come fu mostrato ai lettori all'inizio del numero successivo, in cui Jordan creò un'illusione per ingannarlo. Percependo la speranza di sollievo di Larfleeze, gli fece credere di aver ottenuto l'anello blu che desiderava quando in realtà non aveva mai tagliato la mano di Hal Jordan. Jordan ritornò a battersi contro Larfleeze insieme al Corpo delle Lanterne Verdi. Durante la battaglia, Jordan fu sopraffatto dal potere dell'avarizia della luce arancione e per un brevissimo periodo sequestrò la batteria del potere di Larfleeze. Sfortunatamente, fu spiegato che Larfleeze è stato in contatto con la Batteria del Potere Arancione così a lungo che essa è ormai una parte di lui così come la Grande Batteria del Potere di Oa è una parte dei Guardiani.
Jordan riuscì a sopraffare Larfleeze ottenendo il controllo sull'anello blu. I Guardiani capirono che se avessero tolto la batteria dalla portata di Larfleeze, qualcun altro l'avrebbe trovata e sarebbe divenuto il nuovo Agente Arancione. Preferendo sapere dove fosse l'Agente Arancione, decisero di negoziare con lui ancora una volta. I dettagli della negoziazione non furono pienamente svelati ai lettori, tuttavia fu mostrato che Larfleeze chiese ai Guardiani dove potesse trovare un anello blu del potere. Il numero terminò con Larfleeze mentre lancia un attacco al pianeta Odym, quartier generale del Corpo delle Lanterne Blu. Sebbene Larfleeze rimase su Okaara, inviò un'immagine di sé con i suoi costrutti come compagnia.

### La notte più profonda
All'inizio della manifestazione dell'evento crossover La notte più profonda, un nuovo Corpo potenziato dalla morte (invece che da una luce dello Spettro emozionale) fu introdotto nell'Universo DC: il Corpo delle Lanterne Nere. Mentre gli altri sette Corpi si battevano tra di loro, Mano Nera, al fine di reclutare nuovi membri nei ranghi, rianimò i deceduti mediante degli anelli neri del potere. In Green Lantern vol. 4 n. 45, Larfleeze fu mostrato mentre si deliziava oltre le sue Lanterne Arancioni tentando di rubare la Batteria Blu Centrale del Potere da Odym. La sua celebrazione fu prematura, tuttavia, dato che gli anelli neri del potere, invadendo la sua camera, rianimarono i corpi di coloro ai quali aveva rubato l'identità per creare i suoi costrutti. Larfleeze rispose a tutto ciò con un timido "Yuh-oh!"
Fu successivamente visto scappare dalle varie Lanterne Nere che cercavano di ucciderlo. Il suo tentativo di fuggire lo distrasse così tanto che il suo grado di energia per il mantenimento dei costrutti su Odym si dissipò. Larfleeze fu salvato dall'intervento inaspettato di Atrocitus, che domandò a Larfleeze di fare parte delle sue Lanterne Rosse.

## Il Corpo delle Lanterne Arancioni
Larfleeze è il solo essere nell'Universo ad indossare un anello del potere arancione, accaparrandosi tutti gli altri per sé. Tuttavia, un'unica proprietà della luce arancione è quella di rubare le identità di coloro che ha ucciso e di creare delle repliche delle vittime in luce arancione. Questo gli permise di mettere insieme un'intera armata di Lanterne Arancioni che potessero affrontare i suoi nemici per lui, guidati dal supercriminale Larfleeze. Note repliche di Lanterne Arancioni inclusero:
- Blume (del settore 2751): un'enorme testa extraterrestre che si auto-proclamò dio della fame così che potesse intimidire gli abitanti dei pianeti nel dargli i propri oggetti di valore per "saziare la sua fame". Dopo aver fallito nel fare la stessa cosa con Larfleeze, fu ucciso e tramutato in una Lanterna Arancione che ora pattuglia il sistema Vega. Consumò il membro del Sinestro Corps del settore 2825 e marchiò la Lanterna Verde Stel con il simbolo del Corpo delle Lanterne Arancioni. Durante gli eventi di La notte più profonda, il suo corpo fu rianimato come Lanterna Nera.
- Clypta: una Lanterna Arancione del sistema dei Ladri che fu rianimato come Lanterna Nera durante gli eventi di La notte più profonda.
- I Controllers: arrivarono su Okaara in cerca della Batteria del Potere arancione così da poter creare un loro Corpo. Dopo aver trovato la Batteria del Potere, si confrontarono con Larfleeze e furono tutti uccisi dalle sue Lanterne Arancioni. Furono successivamente visti mentre venivano assimilati dalla sua armata di costrutti.
- Glomulus (del settore 2826): un ex-tutto fare nelle taverne di Okaara. Mentre si trovava lì, gli veniva permesso di uscire dalla sua gabbia per mangiare solo quando il cibo cadeva sul pavimento. Dopo aver assaggiato del sangue per errore, Glomulus mangiò chiunque nella taverna. Libero, si fece strada nel bosco e si ritrovò al palazzo di Larfleeze dove fu consumato da Blume. La sua identità fu rubata, trasformandolo in una Lanterna Arancione. Durante gli eventi di La notte più profonda, il suo corpo fu rianimato come Lanterna Nera.
- Gretti (ex Lanterna Verde del settore 2828): letteralmente carne della carne dei costrutti di Larfleeze durante l'attacco della Lanterna Verde su Okaara. Dopo la sua sconfitta, la sua identità fu rubata, trasformandolo in una Lanterna Arancione. Durante gli eventi di La notte più profonda, il suo corpo fu rianimato come Lanterna Nera.
- Guardiani dell'Universo: mentre i Guardiani e la squadra di ladri si combattevano per la possessione della batteria del potere arancione, il potere della luce arancione fu liberata, uccidendo uno dei Guardiani nel processo. Fu mostrato mentre fu trasformato in un costrutto Lanterna Arancione. In Green Lantern vol. 4 n. 45, un Guardiano maschio fu visto rianimato come Lanterna Nera su Okaara. Dato che i Guardiani vengono raramente chiamati per nome, non è chiaro se è un'inconsistenza del lavoro o un personaggio differente.
- Larfleeze: dopo aver reclamato la sua batteria del potere da Hal Jordan, Larfleeze ritirò il Corpo delle Lanterne Arancioni nella batteria e utilizzò i poteri combinati per creare un gigantesco costrutto di sé al fine di attaccare il Corpo delle Lanterne Verdi. Successivamente, Larfleeze inviò un costrutto in scala 1 a 1 di sé per guidare un attacco alle Lanterne Blu su Odym.
- Lex Luthor: durante gli eventi di La notte più profonda Ganthet arruolò fra le sue file diverse Lanterne. Proprio il destino volle che a essere scelto nelle Lanterne Arancioni fosse anche Lex Luthor.
- Nat-Nat: una Lanterna Arancione da Limey Rock che fu rianimata come membro del Corpo delle Lanterne Nere durante gli eventi di La notte più profonda.
- Sound Dancer (del settore 911): una Lanterna Arancione dagli Abissi Obsidiani che fu rianimato come membro del Corpo delle Lanterne Nere durante gli eventi di La notte più profonda. Gli Abissi Obsidiani fanno parte del settore oscuro protetto dalla Lanterna Verde Rot Lop Fan.
- Tammal-Tayn: una Lanterna Arancione del pianeta Fylip che fu rianimato come membro del Corpo delle Lanterne Nere durante gli eventi di La notte più profonda.
- Turpa: un membro della squadra dei ladri di cui faceva parte Larfleeze. Tutti insieme, la squadra rubò la mappa per la batteria arancione del potere, e dopo averla trovata furono così ossessionati dall'avidità che si combatterono l'un l'altro per averla. Turpa fu ucciso dal potere della luce arancione prima che Larfleeze e Blume si scontrassero fino alla morte per la batteria del potere arancione. Fu visto come costrutto arancione.
- Warp Wrap: una Lanterna Arancione dal pianeta Cairo che fu rianimato come membro del Corpo delle Lanterne Nere durante gli eventi di La notte più profonda.

## Giuramento
Johns confermò, al San Diego Comic Con 2009, che il giuramento richiesto per ricaricare l'anello di Larfleeze non fu mai udito nonostante si sentì che una delle parole era "mio". Incurante, in un'intervista con Newsarama, affermò anche che il giuramento delle Lanterne Arancioni era il suo preferito.
Nonostante ciò si può incontrare il giuramento di Larfreeze nei fumetti DC comics esso infatti è:
"This power is mine, this is my light.
Be it in bright of day or black of night.
I lay claim to all that falls within my sight,
To take what i want, that is my right!"
In italiano il giuramento potrebbe essere invece:
"Questo potere è mio, questa è la mia luce.
Sia col chiaro del giorno che nel buio della notte.
Rivendico tutto ciò su cui si posa il mio sguardo,
Prendere ciò che voglio, questo è il mio diritto!"

## Poteri e abilità
L'Agente Arancione è l'unico portatore del potere della luce arancione (alimentato dall'avarizia) utilizzando il suo anello del potere arancione e la sua batteria del potere arancione. Alcune delle sue abilità di base sono le stesse degli altri Corpi: volo, aura di protezione, e l'abilità di creare dei costrutti fatti di luce arancione. Curiosamente, un effetto collaterale del portare la luce arancione è che Larfleeze soffre di un'insaziabile fame che non si placa per quanto cibo riesca a mangiare. L'aspetto più unico e notevole delle abilità di Larfleeze, tuttavia, è la capacità di rubare le identità di coloro che uccide. Dopo che questi individui vengono uccisi, un costrutto di luce arancione fa sì che sembri che si alzino dai propri corpi, aggiungendosi come nuovo membro del Corpo delle Lanterne Arancioni. I costrutti di Larfleeze sono capaci di assorbire i costrutti creati dagli anelli del potere delle Lanterne Verdi, così come anche le energie mistiche. Tuttavia, sono descritti come impossibilitati nell'assorbire i costrutti creati dall'anello viola del potere di Fatality, e lo stesso Larfleeze non riuscì ad assorbire il potere dell'anello blu del potere di Hal Jordan.
Il potere di Larfleeze è amplificato dall'essere in costante contatto con la sua batteria del potere. A causa del contatto prolungato con la sua batteria del potere, essa è divenuta una parte di lui, così come la Batteria del Potere Centrale di Oa è una parte dei Guardiani. Come risultato di ciò, può mantenere attiva un'intera armata di costrutti. Riassorbendo tutti i costrutti nel suo anello del potere, può ricaricare il suo anello del 
100% di potere. Larfleeze ha messo in pratica questa strategia una sola volta per creare un gigantesco costrutto di sé che potesse schiacciare il Corpo delle Lanterne Verdi.